# BEB Erdgas und Erdöl
Die BEB Erdgas und Erdöl GmbH & Co. KG mit Sitz in Hannover ist eine deutsche Erdöl- und Erdgasproduktionsgesellschaft; die Gesellschafter der BEB sind zu jeweils 50 % Tochtergesellschaften der Shell Deutschland und ESSO Deutschland.

## Aktivitäten
Das Unternehmen ist auf den Gebieten der Exploration und Produktion von Kohlenwasserstoffen, des Ein- und Verkaufs von Erdöl und Schwefel tätig. Der BEB-Konzern ist der größte deutsche Erdgas- und Schwefelproduzent. Nahezu die Hälfte des in der Bundesrepublik produzierten Erdgases wird aus der BEB-Produktion gedeckt. Die Explorations- und Produktionsaktivitäten (Upstream) des BEB-Konzerns erstrecken sich über das gesamte Bundesgebiet mit Konzentration auf Niedersachsen.
Die ExxonMobil Production Deutschland GmbH, Hannover (EMPG), führt diese Aktivitäten im Auftrag des BEB-Konzerns auf Basis entsprechender Dienstleistungsverträge durch. Nach Verkauf der Transport- und Speicheraktivitäten hat der BEB-Konzern keine eigenen operativen Tätigkeiten mehr und agiert als reine Holding.

## Unternehmensgeschichte

### Vorgeschichte und Gründung

Kuxschein der Gewerkschaft Elwerath vom 1. Dezember 1925

Das Kürzel BEB leitet sich historisch aus dem Namen Brigitta Elwerath Betriebsführungsgesellschaft mbH ab.
Die Gewerkschaft Brigitta wurde als bergrechtliche Gewerkschaft 1932 aktiv, die erste Gewerkenversammlung fand bereits 1921 statt, die Namensrechte stammen aus dem Jahr 1867. Als Eigentümer wurden jeweils zu 50 % die Mij.tot Exploratie van Delfstoffen (MED, Den Haag, Shell-Gruppe) und die Jadev Corporations Delaware (USA, Esso-Gruppe) eingetragen.
Die Gewerkschaft Elwerath wurde 1866 mit dem Ziel gegründet, Eisenerz abzubauen, das aktive Erdölgeschäft begann 1920. 1951 übernahmen die Deutsche Shell AG und die Esso AG erstmals Anteile am Unternehmen, waren aber mit je 11,5 % noch in der Minderheit, 1962 erhöhten sich die Anteile auf jeweils 16 %, 1966 dann auf jeweils 50 %.
Am 24. April 1969 wurden die Gewerkschaften Brigitta und Elwerath unter dem Dach der BEB Gewerkschaften Brigitta und Elwerath Betriebsführungsgesellschaft mbH (50 % Deutsche Shell AG und 50 % Esso AG) vereinigt. Die BEB Brigitta und Elwerath gehörte mit 25 % der Aktien zu den bestimmenden Anteilseignern der Ruhrgas AG, dem in der 2. Hälfte des 20. Jahrhunderts größten Ferngasnetzbetreiber und Erdgashandelsunternehmen Deutschlands.

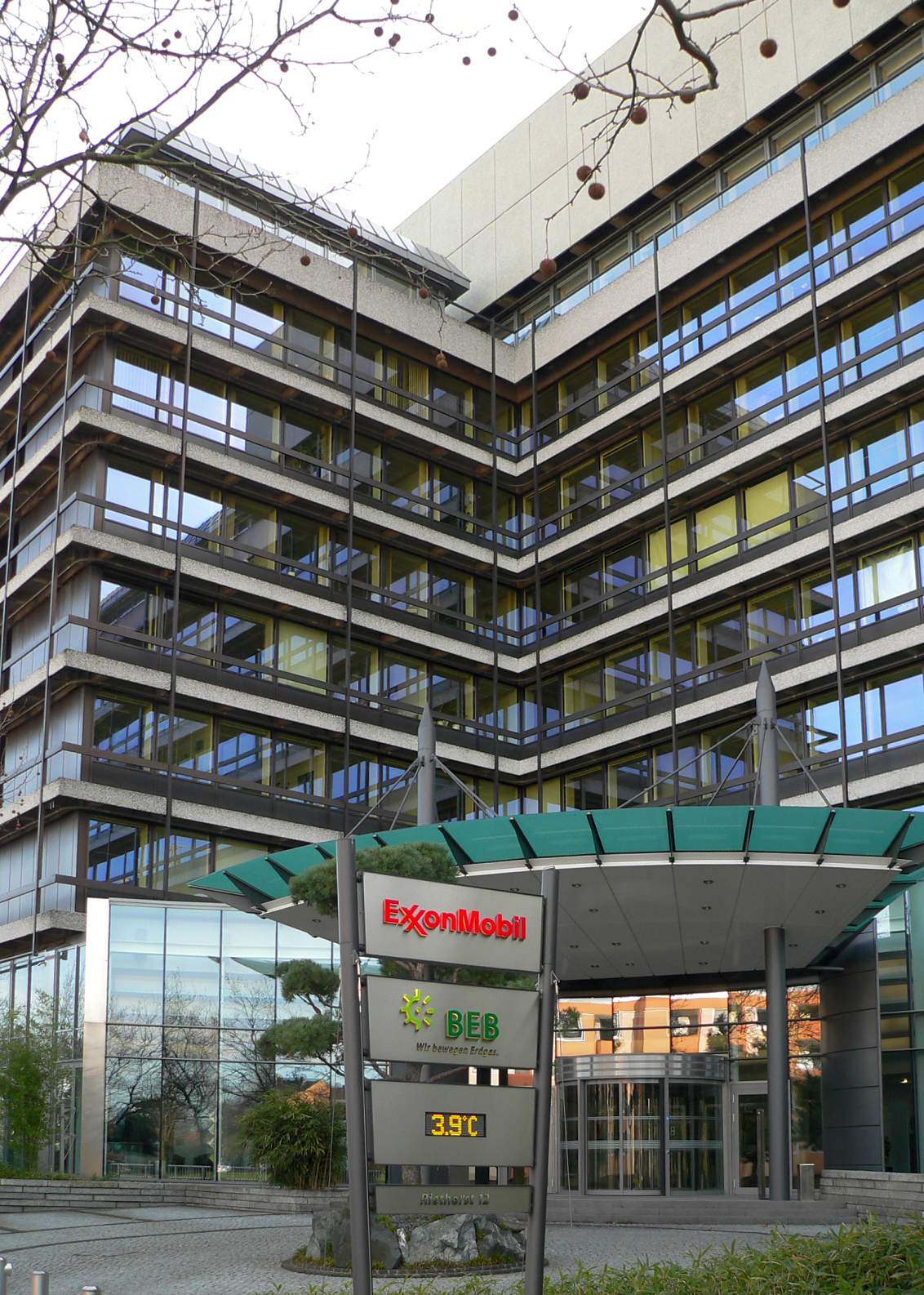
Früherer Unternehmenssitz in Hannover, 2022 abgerissen

Die Rechtsform der bergrechtlichen Gewerkschaft wurde nach § 163 des Bundesberggesetzes vom 13. August 1980 zum 1. Januar 1986 aufgehoben, so dass die Gewerkschaften Brigitta und Elwerath in eine GmbH umgewandelt wurden und ab diesem Zeitpunkt als Brigitta Erdgas und Erdöl GmbH und als Elwerath Erdgas und Erdöl GmbH firmierten. Die Betriebsführungsgesellschaft hieß ab diesem Zeitpunkt BEB Erdgas und Erdöl GmbH.

### Verkäufe und Übertragung des operativen Geschäfts
Zum 1. September 2002 wurde die Erdöl- und Erdgasproduktion aus der BEB herausgelöst und gemeinsam mit dem Geschäft der MEEG in die ExxonMobil-Tochter EMPG überführt. Shell gab damit die direkte Kontrolle über die Durchführung der Produktion ab.
Im Rahmen der Liberalisierung des Gasmarktes wurde mit Wirkung zum 1. April 2004 das Erdgashandelsgeschäft an die EMGMKG (ExxonMobil) und SEMKG (Shell) übertragen, so dass die BEB seit diesem Zeitpunkt als reines Transport- und Speicherdienstleistungsunternehmen tätig ist.
Mit Wirkung zum 1. Oktober 2007 wurde die Gesellschaftsstruktur vereinfacht, die bisherigen GmbH & Co. KGs wurden mit ihren Beteiligungsgesellschaften verschmolzen, so dass es nun neben der BEB Erdgas und Erdöl GmbH nur noch die BEB Transport GmbH, die BEB Speicher GmbH und die BEB Transport und Speicher Service GmbH gab.
Das Transportleitungsnetz der BEB Transport GmbH sowie das gesamte BEB-Erdgastransportgeschäft wurden ab 1. Juli 2008 von der Gasunie Deutschland mit Sitz in Hannover übernommen.
Mit Wirkung vom 1. September 2011 hat BEB Erdgas und Erdöl GmbH ihr 100 %-Tochterunternehmen BEB Speicher GmbH mit den beiden Erdgasuntergrundspeichern Uelsen und Harsefeld sowie dem Erdgasspeichergeschäft an Storengy Deutschland Infrastructures (eine Tochter des GDF-Suez-Konzerns) verkauft. Bestandteil der Übernahme sind die beiden Erdgas-Untergrundspeicher Uelsen und Harsefeld sowie das Speichermarketing.
Gleichzeitig wurden das Rohöl- und Schwefelmarketing auf Unternehmen der Anteilseigner der BEB übertragen und werden nun auf Seiten der Shell von der Shell Erdgasbeteiligungsgesellschaft mbH bzw. der Shell Deutschland Oil GmbH und auf Seiten von Esso von der Esso Deutschland GmbH betreut.
Die BEB ist noch zu 80 % an der Erdöl-Raffinerie Deurag-Nerag GmbH beteiligt, der Betreiberin der ehemaligen Raffinerie in Hannover-Misburg.